# Parafia św. Teresy od Dzieciątka Jezus w Szymkencie
Parafia św. Teresy od Dzieciątka Jezus w Szymkencie – parafia rzymskokatolicka, terytorialnie i administracyjnie należąca do diecezji Świętej Trójcy w Ałmaty. W parafii posługują księża z Kongregacji Instytutu Słowa Wcielonego. Według stanu na marzec 2024 proboszczem parafii był ks. Esteban Maria Curutchet IVE.